# James McGill
James McGill (Glasgow, 1744. október 6. – Montréal, 1813. december 19.) skót üzletember és filantróp, akit leginkább a montréali McGill Egyetem alapítójaként ismernek. 1792-ben megválasztották az Alsó-Kanadai Törvényhozó Közgyűlésbe Montréal West körzetből, 1793-ban pedig az Alsó-Kanadai Végrehajtó Tanácsba nevezték ki. Emellett az Alsó-Kanadában működő Château Clique politikai csoport kiemelkedő tagja és a Beaver Club, egy montréali Gentlemen's Club, egyik alapítójaként szolgált. Nyári otthona a Golden Square Mile, az akkori montréali felsőosztály, körzetén belül állt. 

## Élete

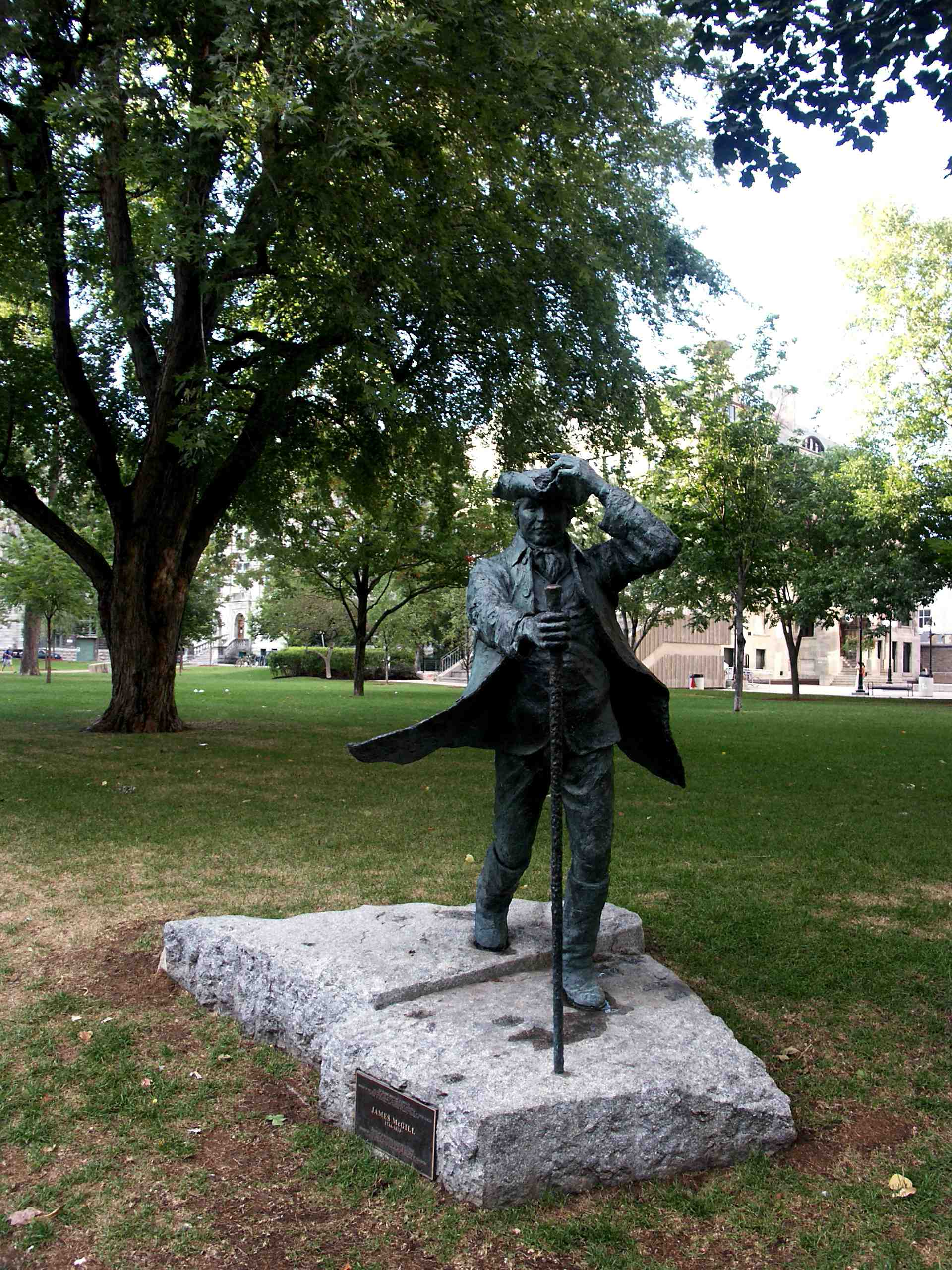
James McGill szobra az egyetem belvárosi kampuszán

A McGill család Ayrshire-ből származott, és már két generáció óta Glasgowban élt, mikorra James a Stockwell Street-i családi házban megszületett. A McGillek kohászok és 1715-től a város polgári képviselői voltak és tagjai a Hammermenek céhének, mivel James apja diakónusként szolgált.
James McGill a Glasgow-i Egyetemen tanult, és hamarosan Észak-Amerikába indult, hogy feltérképezze az ottani üzleti lehetőségeket. 1766-ra Montréalba költözött, amelynek kereskedelmi lehetőségei nemrég nyíltak meg Új-Franciaország brit hódítása nyomán. Franciaország a hétéves háború (1756–1763) után szinte összes észak-amerikai területeit kénytelen volt átadni Nagy Britanniának, aminek folytán rengeteg brit, többek között skót, vállalkozó próbált szerencsét a régióban. James becsatlakozott a Nagy-tavak déli részének prémkereskedelmébe, először a Quebec-i kereskedő, a Saint Roch-i William Grant, foglalkoztatásában. A következő évre már az ő "James McGill & Co." cége is Michilimackinacban kereskedett.
1773-ban McGill csatlakozott Isaac Todd-dal együtt, aki egész életen át tartó barátja lett, egy, a Grand Portage-n (a mai Minnesota északkeleti része) túli kereskedelmi vállalkozáshoz, amelyet Todd & McGill néven megújítottak 1776-ban. Ez a partnerség fontos volt annak a társaságnak a kialakításában, ami később a North West Companyként lett ismert. A North West Company társaság vált a kanadai szőrmekereskedelem domináns vállalkozásává a Hudson Bay Company mellett. A Todd & McGill partnerség virágzott, és a londoni jutalékkereskedő, John Strettell egyik fő vállalata által volt támogatva. A partnerség 1783 után nem vett részt a North West Companyben, de továbbra is részt vett az úgynevezett „délnyugati kereskedelemben” a Mississippi-völgyben, amíg Michilimackinacot a britek 1796-ban az amerikaiaknak át nem adták. A partnerség más vállalkozásokban is részt vett, de kevés üzleti dokumentum maradt fenn, ami megnehezíti a részletes leírását. 
1775 novemberében McGill a montréali polgárok képviseletének tagja volt, amikor azok megfogalmazták a város kapitulációs cikkeit a megszálló amerikai hadsereg felé. McGillt 1792-ben megválasztották az Alsó-Kanadai Törvényhozó Közgyűlésbe Montréal West körzetből, és 1793-ban kinevezték a Végrehajtó Tanácsba. 1800-ban ismét megválasztották, 1804-ben pedig újra Montréal East körzetéből. Ő volt az 1. zászlóalj tiszteletbeli alezredese, a montreali milícia, amely egység később a Kanadai Gránátos Őrökké fejlődött. Ezt örökíti meg egy a McGill Egyetem Arts Building-je előtti emlékmű.

## Család és a Burnside Birtok

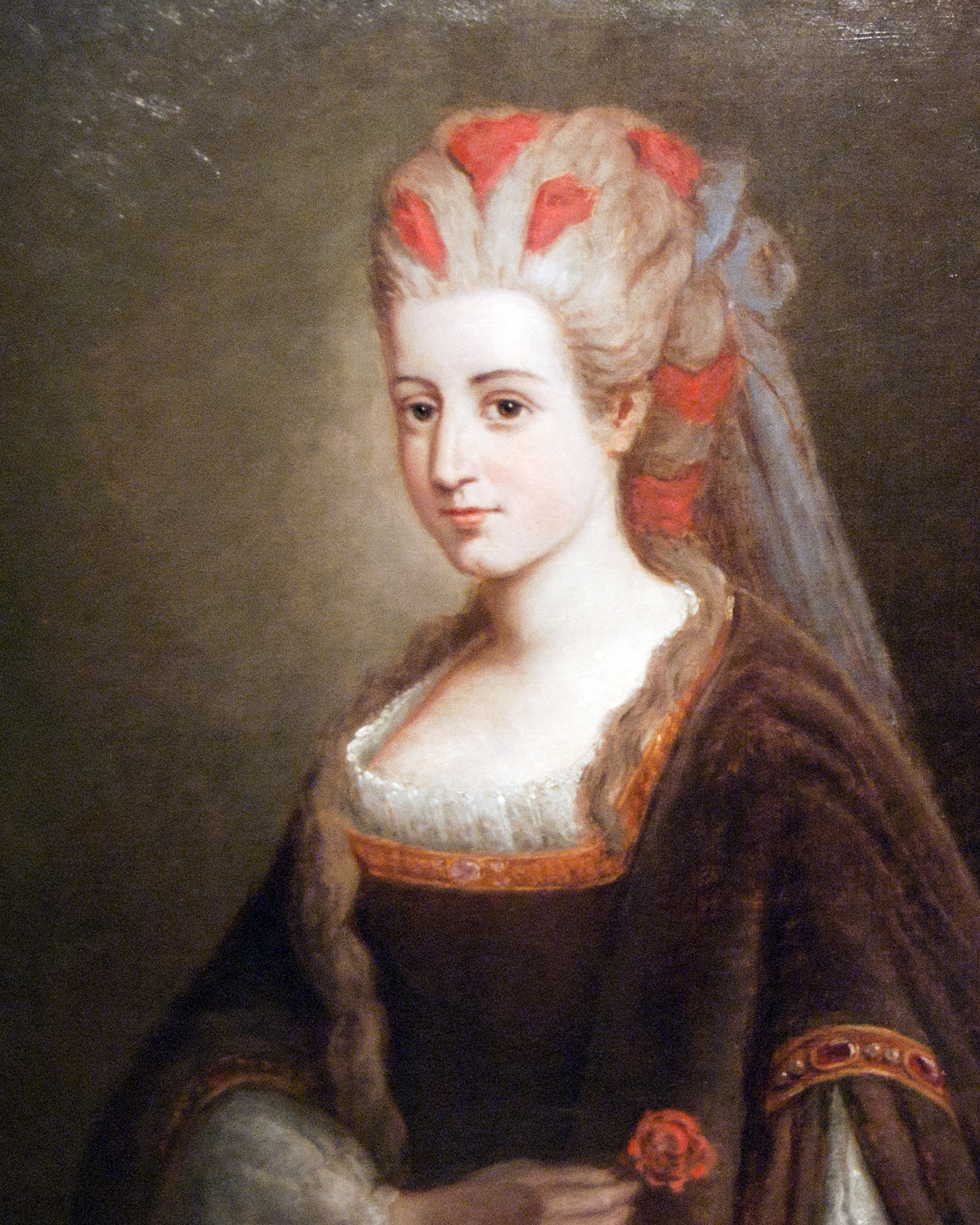
Charlotte Trottier Desrivières (sz. 1723), McGill mostohafiainak nagynénje; Jacques Testard de Montigny fogadott lánya

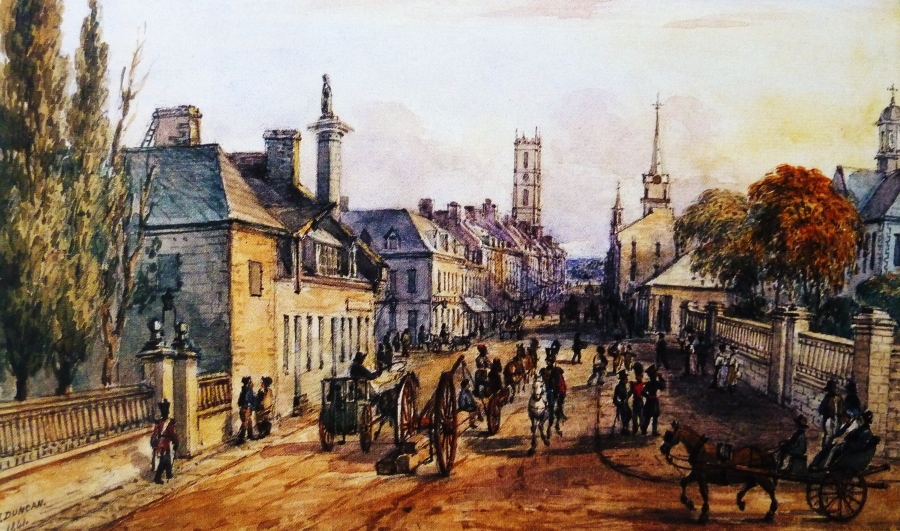
1777-től a bal oldalon lévő ház James városi otthona volt a Notre-Dame utcán

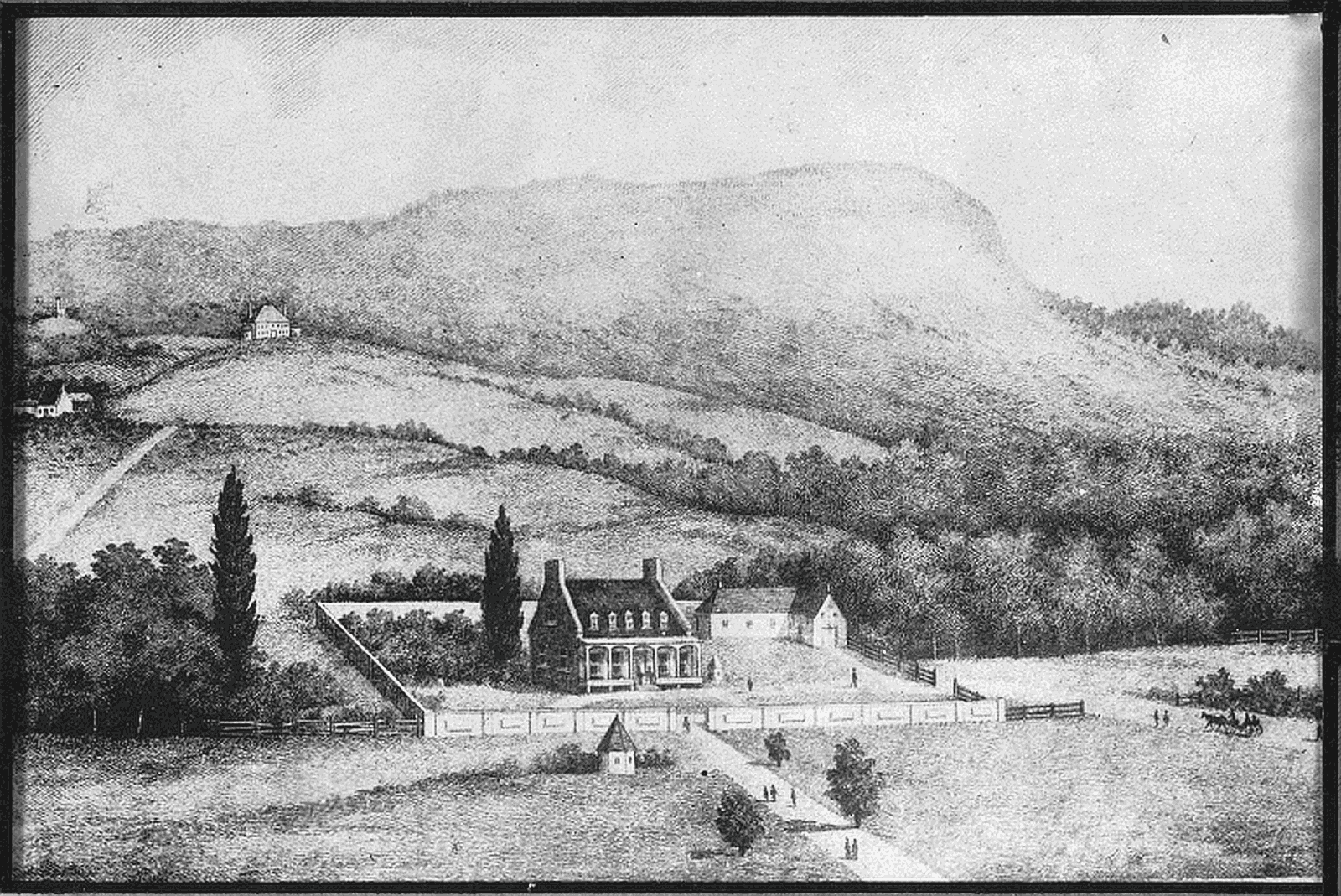
Burnside Place, James McGill nyári otthona, ma a McGill Egyetem helyszíne az egykori montreali Golden Square Mile területén

1776-ban James McGill feleségül vette Marie-Charlotte-t (1747–1818), Joseph-Amable Trottier Desrivières (1732–1771) özvegyét. Marie-Charlotte az Ursuline kolostorban (Québec) tanult és Guillaume Guillimin (1713–1750) lánya volt, aki pedig az Új-Franciaország Szuverén Tanácsának tagja és az Admiralitás Bíróságának bírája volt. Édesanyja, Marie-Geneviève Foucault, François Foucault (1690–1766) lánya, Új-Franciaország egyik legnagyobb földbirtokosa és a Szuverén Tanács tagja. McGill már korábban örökbefogadta John Porteous elhunyt barátjának Charlotte nevű legfiatalabb lányát, és házasságán keresztül (nagybátyjuk és törvényes gyámjuk halála után) két fiú mostohaapjává vált.
1777-ben Montréalban McGill megvásárolta új családjának Becancourt báró korábbi otthonát a Notre-Dame utcában, a mindenkori új-franciaországi kormányzó híres Château Ramezay háza mellett. Állítólag 1797-ben vásárolta meg a Burnside-nak nevezett farmot, amelyet nyári otthonaként használt. A Burnside farm keleti irányban a Desrivières családhoz tartozó birtok, északon és nyugaton pedig a McTavish birtok közelében volt. A birtokon egy vízfolyam (angolul burn) futott keresztül amiről McGill elnevezte a helyet. A földet gyümölcsösökre, zöldségtermesztésre és szarvasmarha-legeltetésre használták fel. 1787-ben egy szilfa kezdett el kinőni a burnside-i felső réten, amely később az alapító szilfa (the Founder's Elm) nevet kapta, és 1976-ig fennmaradt, amikor veszélyessé vált, és ki kellett vágni. 
Burnside egy úriember vidéki pihenőhelye volt, nem pedig egy munkásoknak szánt parasztház. A földszinten szolgálók szobái voltak, konyhával elöl és pincékkel hátul, amik egészen a Mount-Royal hegyig értek. Lépcsők vezettek a bejárati ajtóhoz és a bejárati csarnokba, amelynek mindkét oldalán tágas előszobák nyíltak. A két elülső szoba mindegyikének három ablaka dél felé nézett. A magas lejtésű tetőn úgynevezett dormer ablakok voltak a harmadik emeleti helyiségek számára, amelyekből csak kettőnek (mindegyik huszonnégy négyzetláb méretű) volt mennyezete, míg a többi terület nagy nyitott tetőtér volt.

## Öröksége

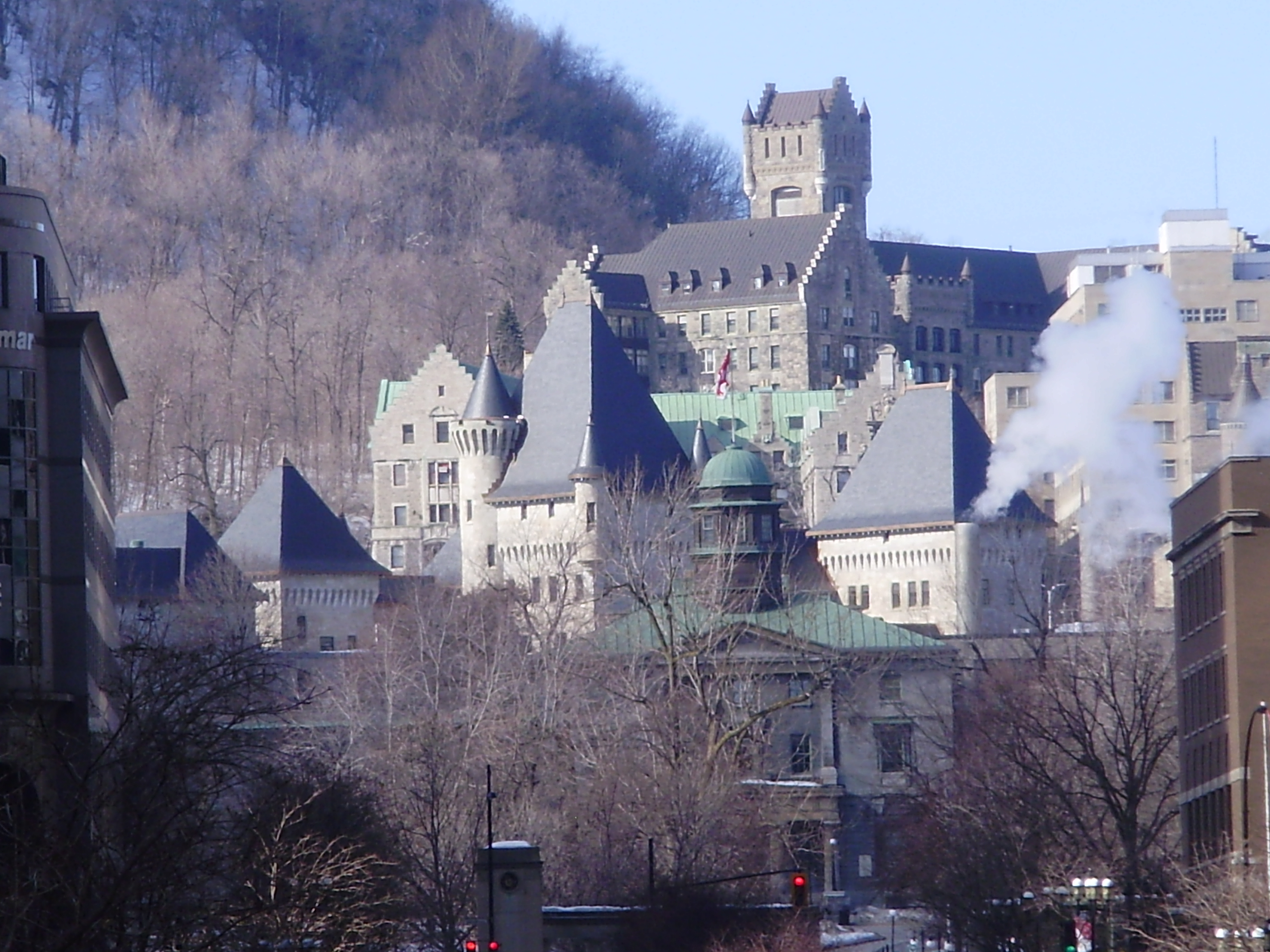
McGill Egyetem, Montréal

Mint prémkereskedő, rabszolgatulajdonos és földtulajdonos, tovább gyarapította tevékenységét földspekulációval és fakereskedelemmel. 1810-re teljesen otthagyta a prémkereskedelmet. Halálakor egyike volt a leggazdagabb személyeknek Montréalban, aki jóval több mint 100 000 fontot érő birtokot hagyott maga után. A végrendelet végrehajtói mind közeli személyes barátok voltak: John Richardson, John Strachan püspök, James Reid főbíró és James Dunlop. 
McGill fő vagyona az alsó- és felsőkanadai ingatlanok, valamint a brit beruházások voltak; az utóbbi nem lett meghatározva természetre vagy összegre. Széles körű volt jelzálogkölcsön-állománya. Végrendeletében megemlékezett régi barátairól, a montréali szegényekről, a Hôtel-Dieu de Montréalról, a Grey Nuns apácarendről, a Hôpital-Général de Québecről és két glasgow-i jótékonysági szervezetről. 

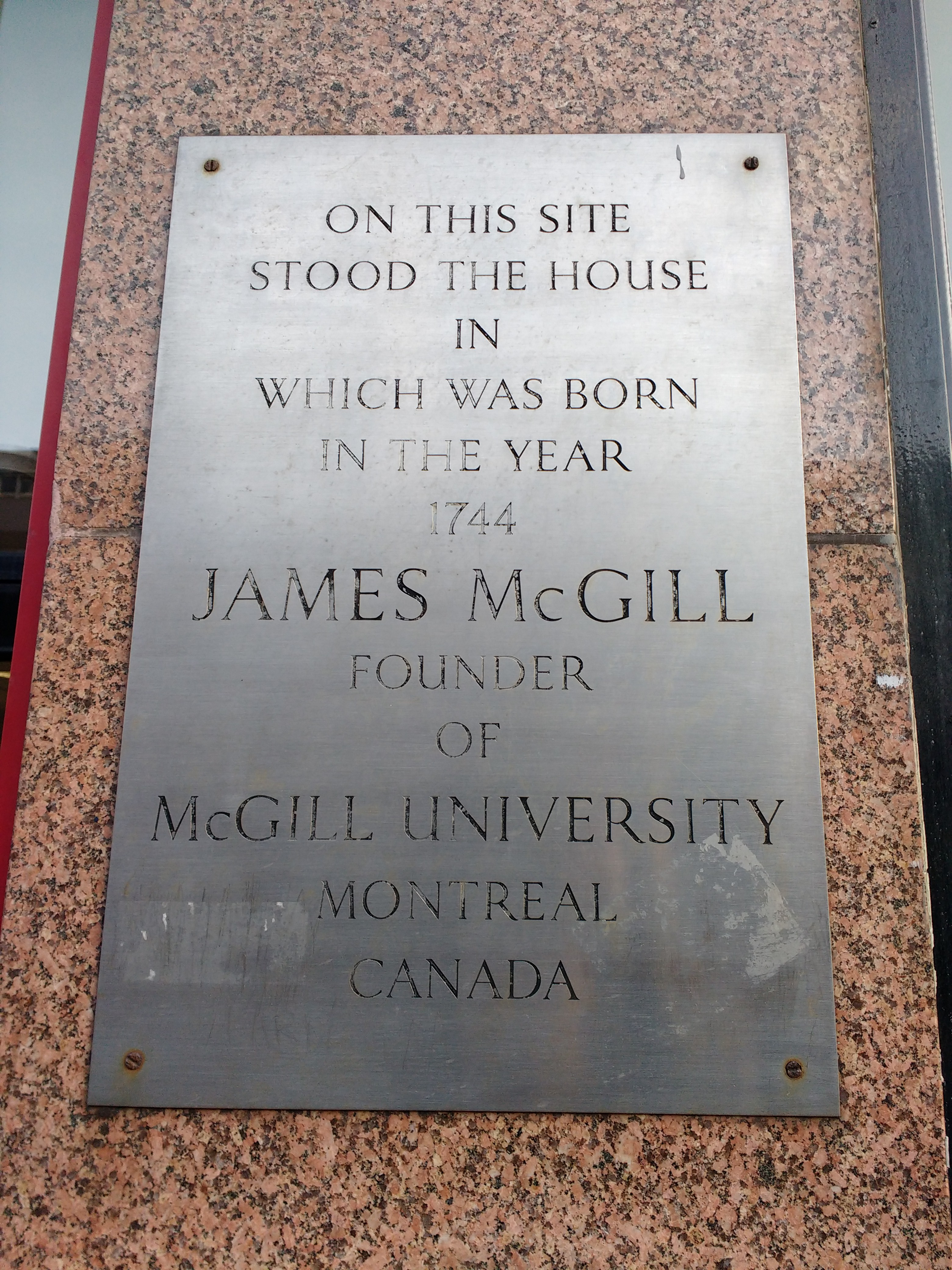
Ez a plakett McGill eredeti születési helyének emlékére készült. A Glasgow-i Stockwell utcában található

McGill legfontosabb öröksége a A Tanulás Előmozdításának Királyi Intézményére hagyott 10 000 font és nyári otthona (Burnside) volt. A hagyaték nemcsak a későbbi McGill Egyetemet támogatta, hanem számos más főiskola és egyetem létrehozására is kiterjedt, beleértve: a Brit Columbiai Egyetemet, amelyet 1915-ig a Brit Columbiai McGill Egyetemi Főiskolaként ismertek; a Victoria Egyetemet (egy a McGill Egyetemhez tartozó főiskola 1916-ig); és a Dawson Főiskolát, amelyet 1945-ben indítottak, mint egy McGillhez tartozó kampuszt, ami a második világháború után hazatérő hallgatók beáramlásának a kiszolgálására készült. 
James McGillt szőrmekereskedő barátja John Porteous mellett temették el a régi protestáns Dufferin Square temetőben. Amikor a temetőt 1875-ben felszámolták, maradványait újratemették a McGill Egyetem kampuszán, az Arts Building előtt. A glasgow-i Stockwell utcán plakkok jelzik születési helyét és az egyetem megalapítását, valamint a Glasgow-i Egyetem Bute Hall termének kriptájában tábla emlékezik meg a Glasgow és McGill egyetemek közötti történelmi kapcsolatról. 
Az azóta bezárt glasgow-i Pollokban lévő McGill Általános Iskolát is róla nevezték el. 

## Fordítás
Ez a szócikk részben vagy egészben  a   James McGill című angol Wikipédia-szócikk ezen változatának fordításán alapul.  Az eredeti cikk szerkesztőit annak laptörténete sorolja fel. Ez a jelzés csupán a megfogalmazás eredetét és a szerzői jogokat jelzi, nem szolgál a cikkben szereplő információk forrásmegjelöléseként.